# Fingerprint-Body-Myopathie
Als Fingerprint-Body-Myopathie wird eine sehr seltene Muskelerkrankung aus der Gruppe der angeborenen Myopathien bezeichnet, die 1972 erstmals beschrieben wurde.

## Klinik
Klinisch steht eine proximal betonte symmetrische Schwäche der Skelettmuskulatur im Vordergrund. Bei der Geburt sind betroffene Säuglinge hypoton (floppy infant). Der Verlauf ist gutartig und allenfalls langsam fortschreitend.

## Histologie und Genetik
Histologisch fallen in der Muskelbiopsie ovoide Einschlüsse in den Muskelfasern auf, die einen Durchmesser von 1 bis 10 µm aufweisen und sich in der Hämatoxylin-Eosin-Färbung rot und in der modifizierten Gömöri-Trichrom-Färbung grün anfärben. Diese stellen sich in der Elektronenmikroskopie als an Fingerabdrücke erinnernde Körperchen, die namensgebenden Fingerprint Bodies, dar. Fingerprint Bodies sind nicht spezifisch, sondern sind unter anderem auch bei der Central-Core-Myopathie beschrieben worden. Die Fingerprint-Body-Myopathie tritt meist sporadisch auf. Ein familiäres Auftreten wurde in Einzelfällen beschrieben. Der zugrundeliegende genetische Defekt ist unbekannt.